# 帆布

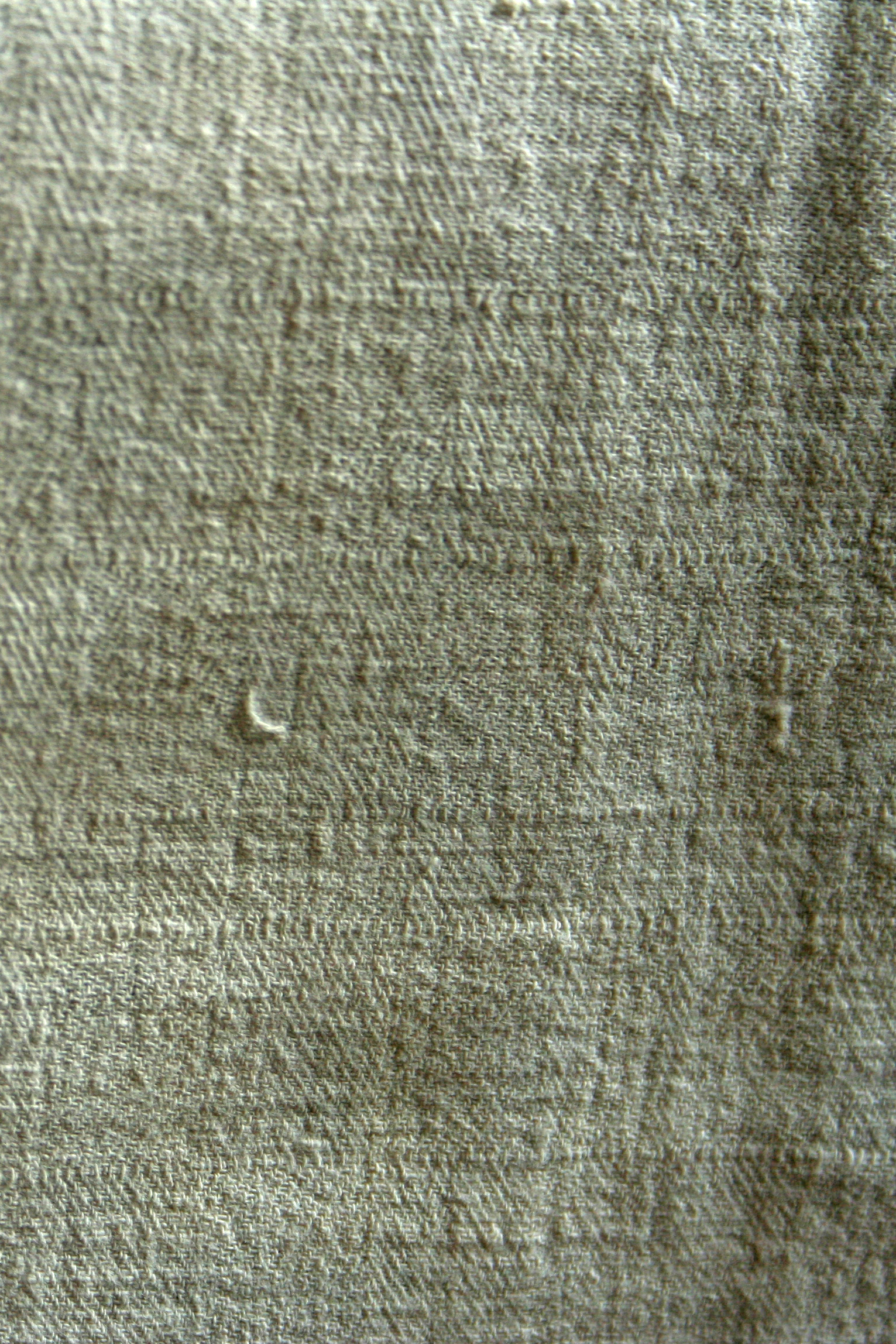
典型的な亜麻の帆布

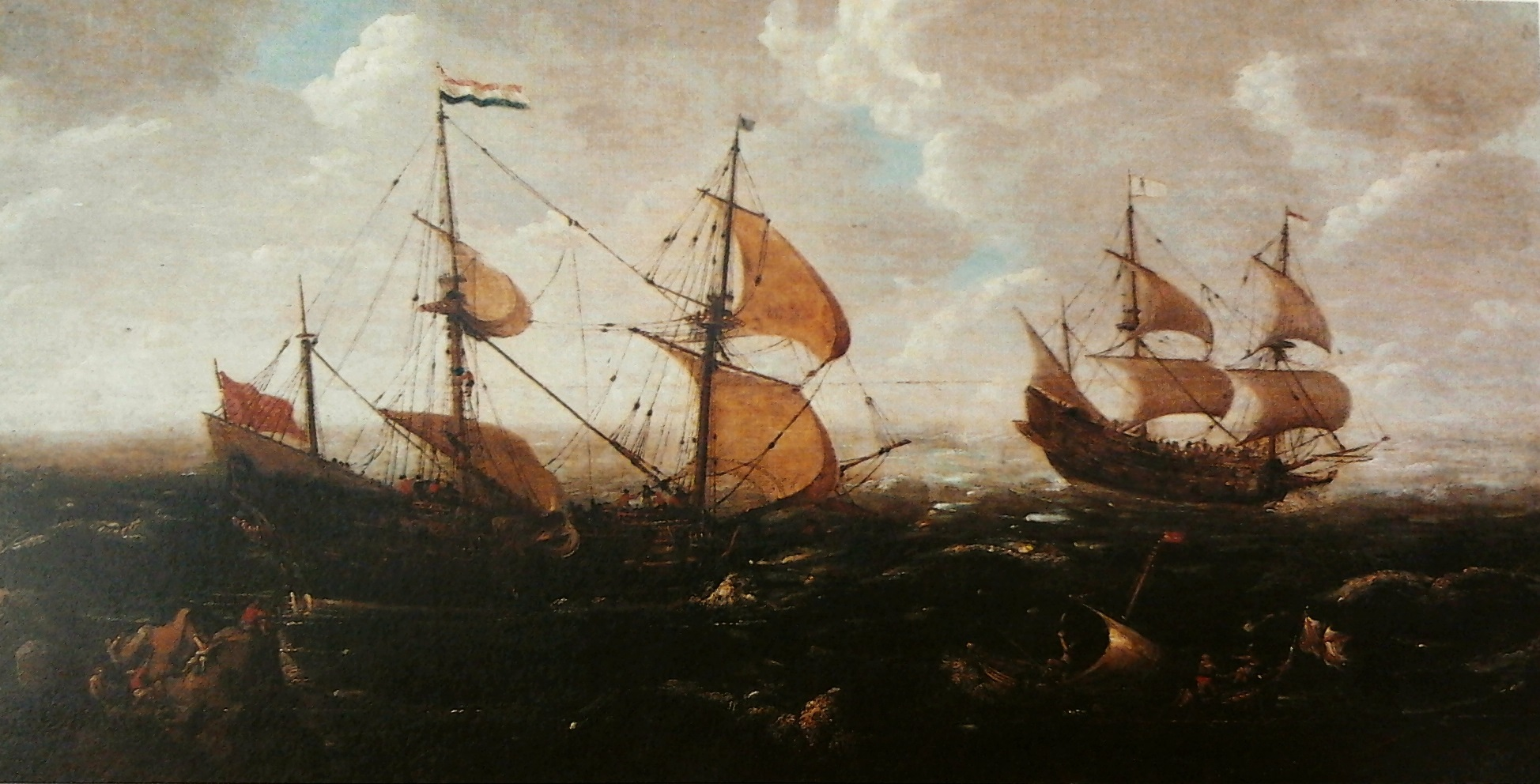
17世紀ヨーロッパの帆船の帆（セイル）（1610年の油絵）

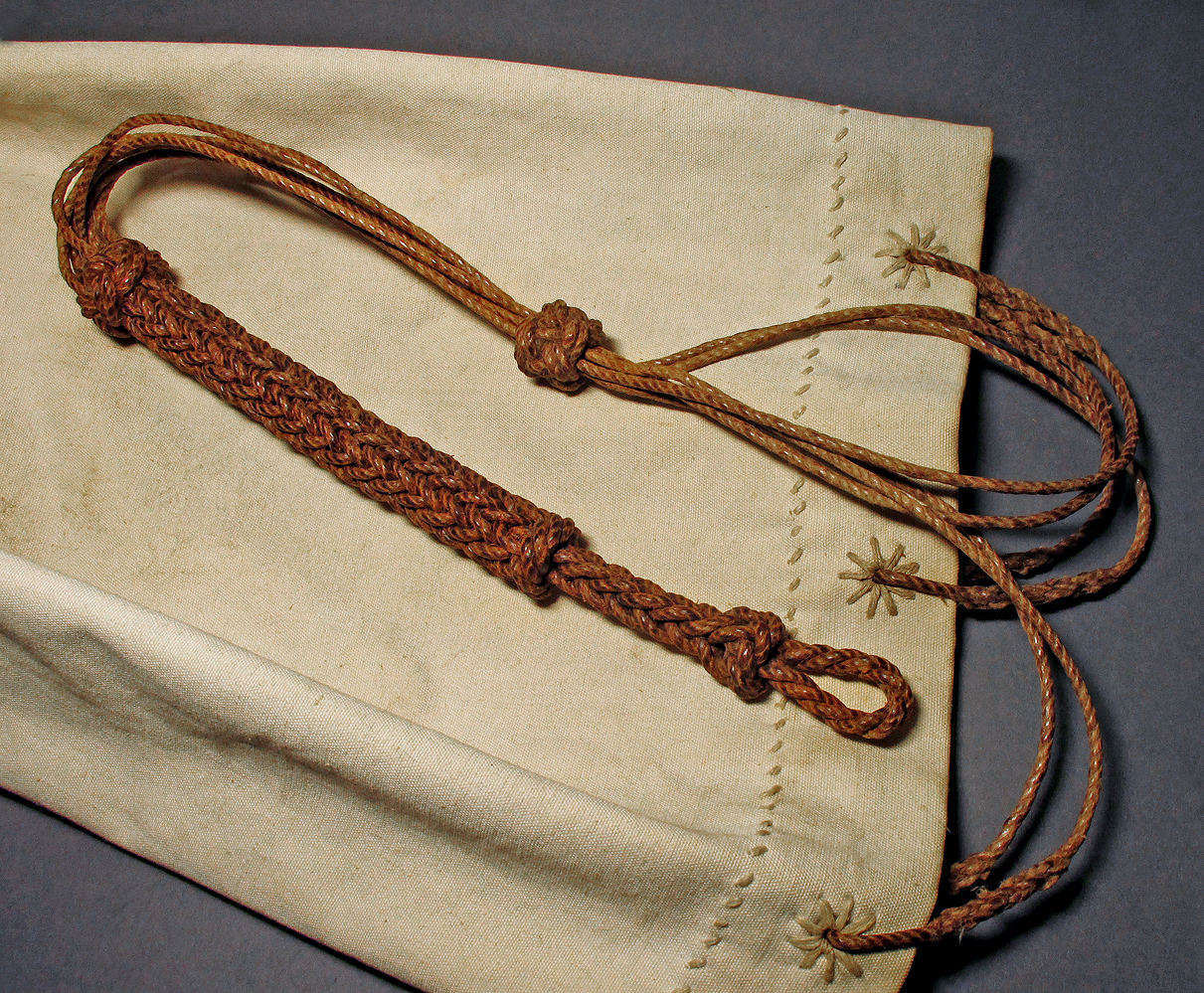
帆布製のセーラーバッグ

帆布（はんぷ、英語: canvas）は、平織りで織られた厚手の布である。木綿や麻や亜麻（リネン）で作られる。近年では英語表現でキャンバス（キャンバス生地）とも呼ばれ、古くはオランダ語由来のズック（doek（「布」の意）とも呼ばれた。en:Cotton duckも参照。
なお英語のcanvasの語源は、ラテン語の「麻でできた」という意味の「cannabis」で、これが北部の古フランス語や古いオランダ語で「canevas」となり、これが英語に伝わりcanvasとなった。

## 概要
もともと、強度や耐久性が求められる帆船の帆（セイル）を作るための丈夫な布として織られたのが始まりである。その後、その丈夫さを活かしてテント（天幕）、幌、靴、油絵のキャンバス（マチエールの支持体）、カバン、リュックサック、作業着、ズボンやスカート、一部のコート（外套）など強度や耐久性が求められる用途に広く使われるようになった。
日本では上記の用途のほか、襦袢に付ける衿芯、丸帯・名古屋帯等の帯芯、相撲の廻し、競走馬用のゼッケン等にも使われる。
帆布は、より合わせの回数や、織り方の密度によって、1号から11号の厚さに分けられる。1号が最も厚手で、11号が最も薄い。

## 歴史

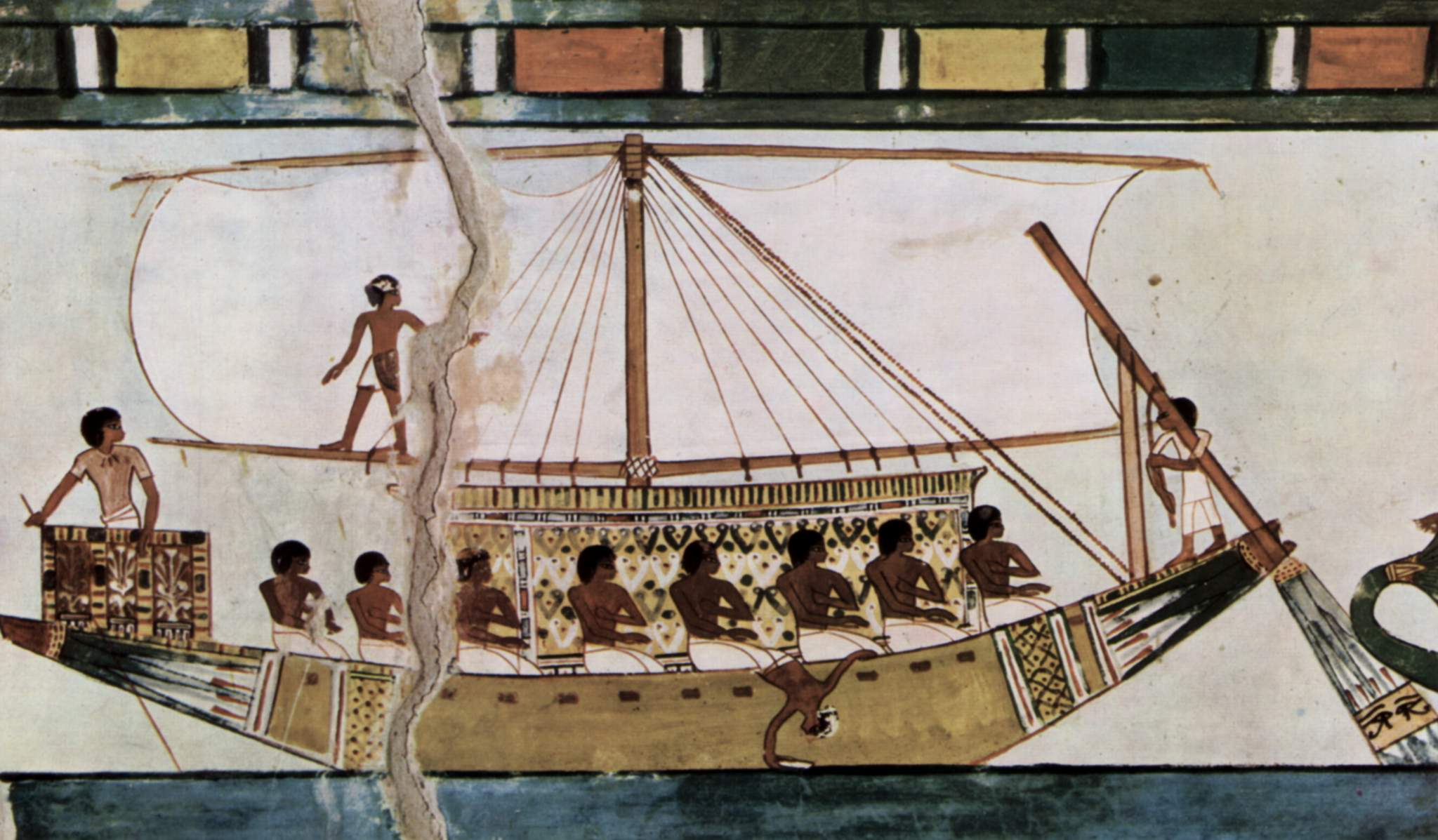
古代エジプトの帆船（紀元前1422-1411年ころの壁画）

古くは古代エジプトで亜麻で織られたものが船の帆として使用されていた。またミイラをくるむためにも使われた。
古代ギリシャ時代や古代ローマ時代には、地中海沿岸諸国では帆船が多用されていたわけであり、それの帆に使うための亜麻（リネン）製の帆布が広く生産されるようになっていった。
一方、古代インドでも紀元前1500年ころに綿で帆布が織られるようになっていた。

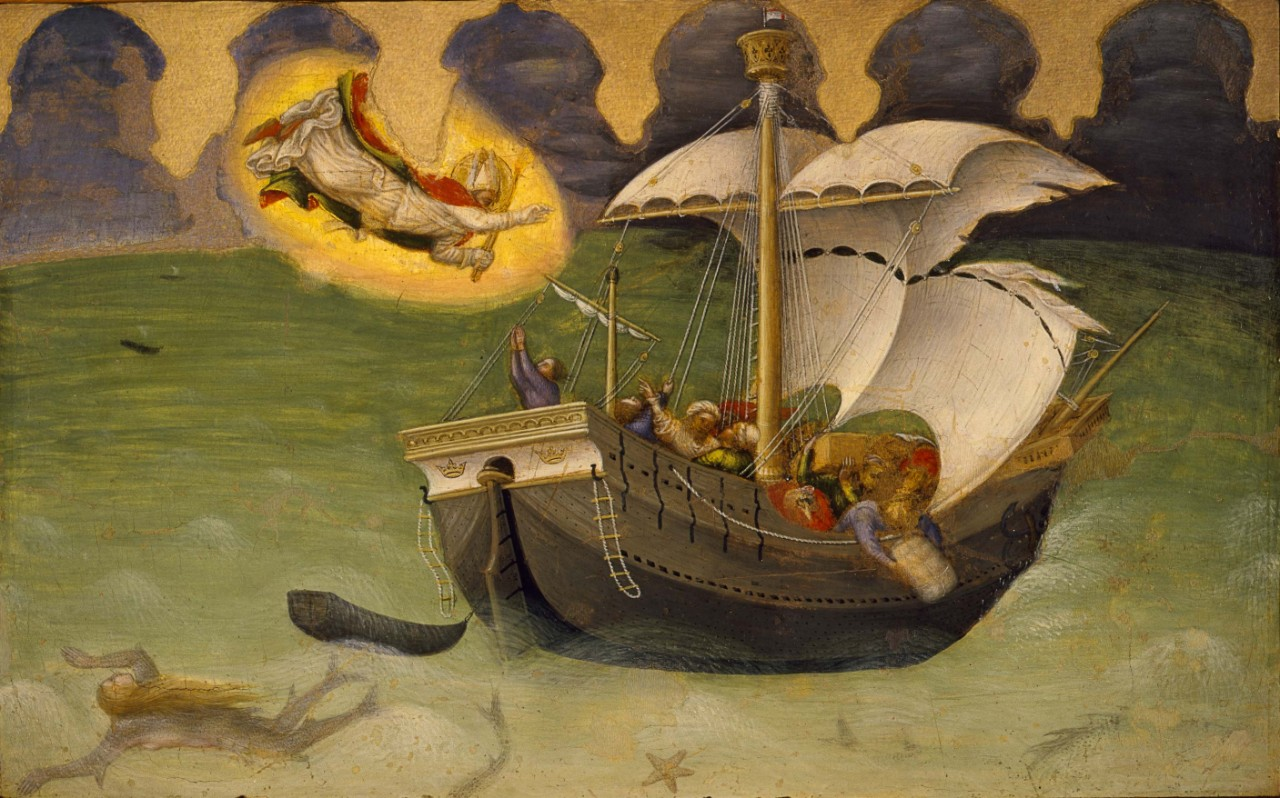
ヨーロッパの帆船（1425年ころの絵画）

いずれにせよ、帆布は便利な布なので広く取引され、貿易の品としても世界各地に広まっていった。
中世ヨーロッパでは、イタリア、スペイン、フランスなどで麻（ヘンプ, hemp）製の帆布がさかんに生産された。麻の帆布は麻亜のものよりも軽量でしなやかで、船の帆などだけでなく袋物などを作るためにも使われた。

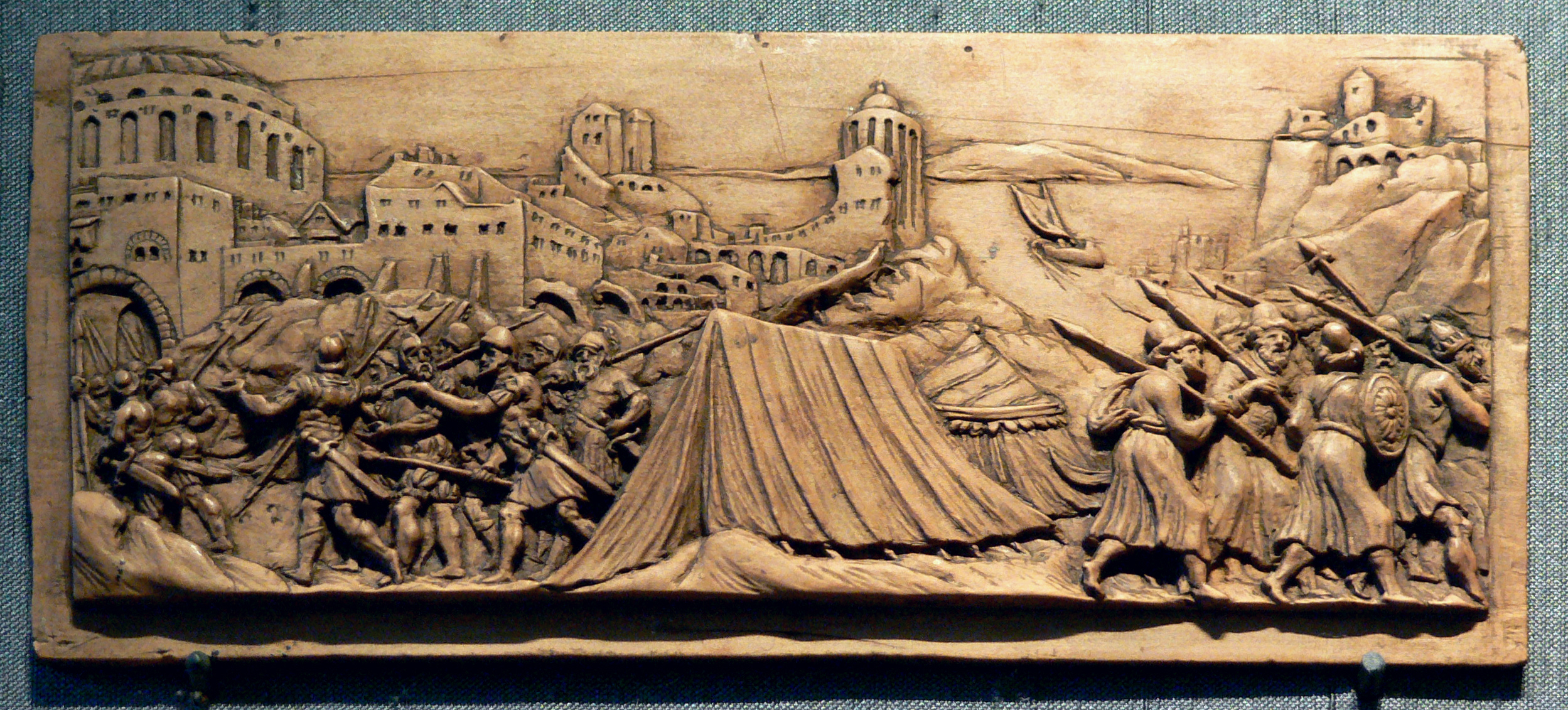
軍用テント（16世紀のレリーフ）

16世紀から18世紀ころのヨーロッパでは主にオランダ、イギリス、フランスなどで木綿（コットン）製の帆布が生産された。これは麻製よりも丈夫で耐水性が高く、船の帆や軍用テントなどに使用された。
18世紀には日本でも松右衛門帆に使う木綿製の帆布が作られるようになった。（#日本の帆布の節で解説。）
18世紀後半に起きた産業革命のおかげで19世紀や20世紀には帆布生産の工業化が進み、大量生産が可能となり、大量に比較的安価に生産されるようになったことで、様々な用途に使われるようになった。主要な生産国はイギリスやアメリカ合衆国となった。

## 日本の帆布
日本では、18世紀に工楽松右衛門が「松右衛門帆」を発明した。それまでの和船の帆はむしろで作ったものや、刺帆と呼ばれる綿布を2枚から3枚重ねてつなぎ縫いをしたものが主流で（このことは『和漢三才図会』の「帆」にも記載がある）、製造に手間がかかる割には、耐久性が著しく低かった。松右衛門帆以降の平織物による帆布を織帆と呼ぶ。
日本国内の帆布の約7割は、岡山県倉敷市郷内地区で生産されている（倉敷帆布）。郷内地域は、古くから綿花の栽培が盛んで、木綿糸をよる技術を伝えている。倉敷ブランドの帆布製品を地元で販売しているほか、京都等の販売店に卸している。

### 帆布関連商品の製造・販売会社
- タケヤリ
- 一澤信三郎帆布
- 一澤帆布工業
- 細野商店
- 鎌倉帆布巾
- 松右衛門帆

## ギャラリー
- 帆布の郵便袋（カナダの郵便局）
- 帆布の靴（「ズック靴」とも）
- 帆布のズボン
- 帆布のスカート（裾にレースが縫い付けてあるポーランドの民族衣装）
- 帆布のリュックサック
- 帆布のトートバッグ
- 油絵のキャンバス
- 帆布の椅子
- ブリュッセルの鉄道駅の帆布製屋根